# 利馬切-港口列車
利馬切-港口列車（西班牙語：Tren Limache-Puerto）是智利瓦爾帕萊索的城市軌道交通系統，於2005年開始營運，目前有1條路線與20座車站。2005至2021年5月為止被稱為瓦爾帕萊索地鐵，2021年5月後更名為「利馬切-港口列車」。
該线路連接瓦爾帕萊索、比尼亞德爾馬、基爾普埃、阿萊馬納鎮和利馬切，由智利國家鐵路公司（EFE）的子公司「EFE 瓦爾帕萊索」管理，使用阿爾斯通製造的X'Trapolis 100列車運行。

## 圖片集

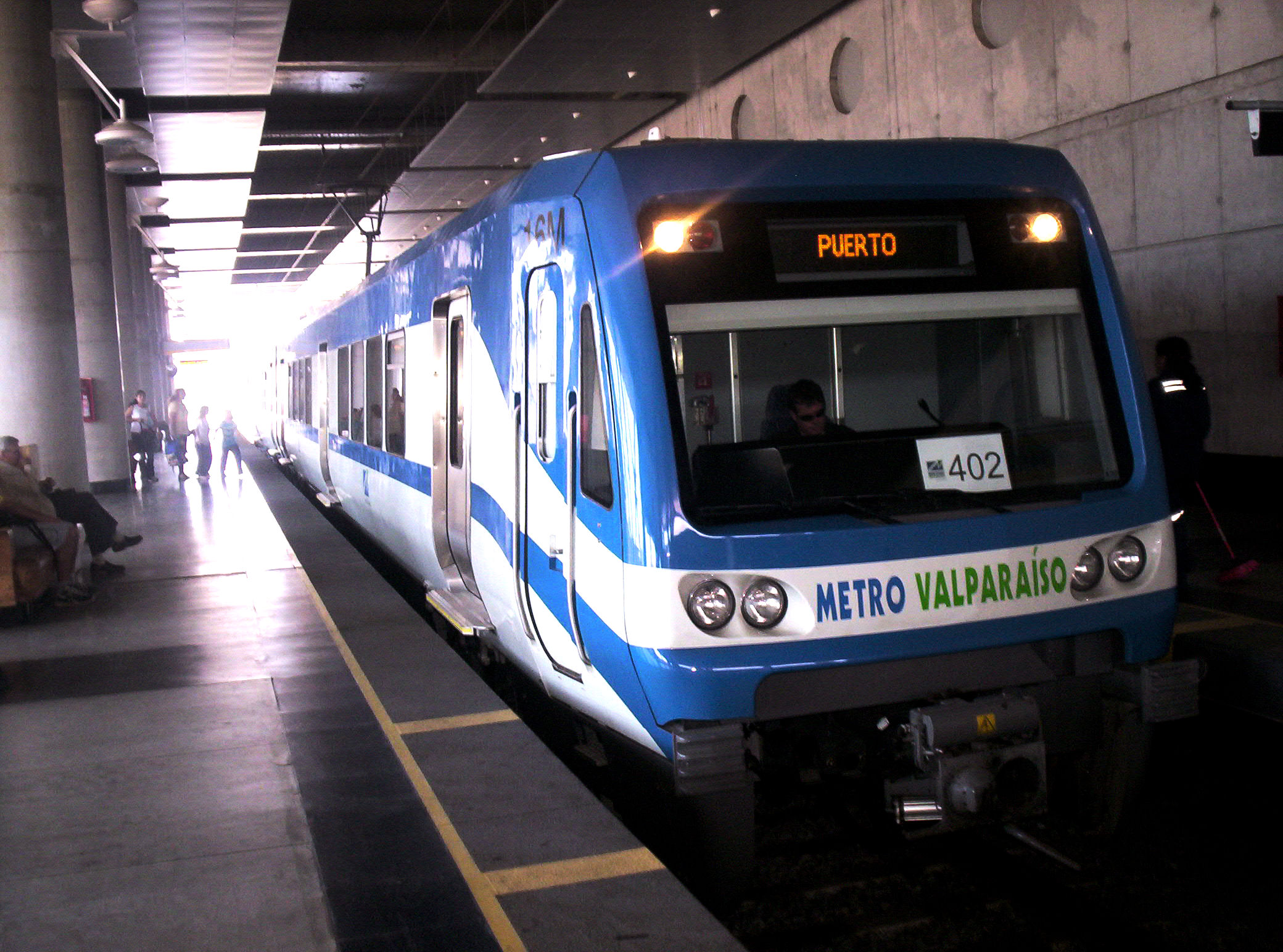
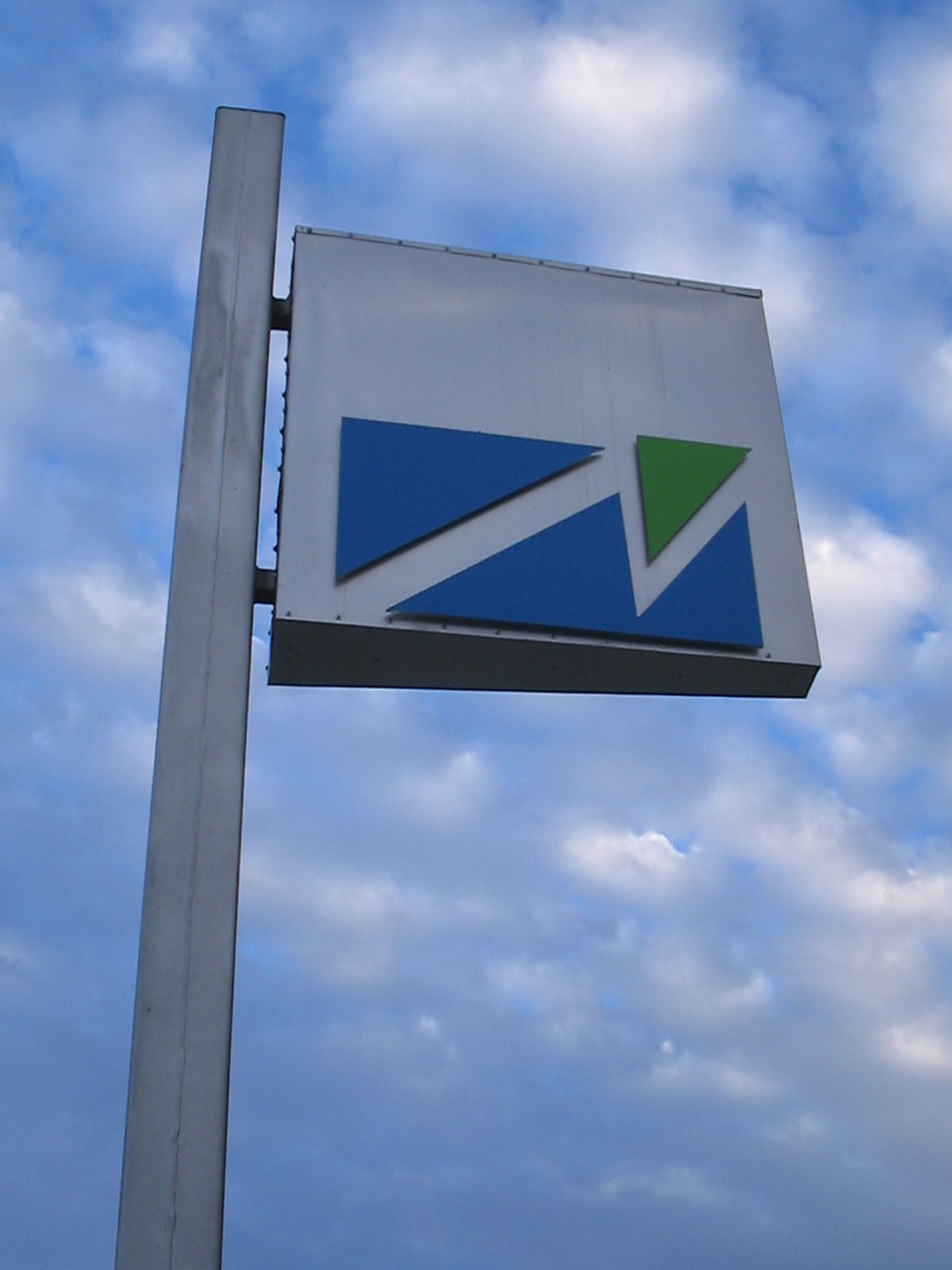

## 外部連結
- 官方網站 （页面存档备份，存于） （西班牙文）